# Carex cherokeensis
Espèce
Classification phylogénétique
Carex cherokeensis est une espèce des plantes du genre Carex et de la famille des Cyperaceae.